# 观瀑楼
观瀑楼是中国安徽省黄山市黄山区黄山登山古道沿线的景观建筑之一，2013年与慈光阁、听涛居、古观景亭等作为“黄山登山古道及古建筑”的子项被列为第七批全国重点文物保护单位。
观瀑楼坐落在黄山的温泉景区，是一座宫殿式两层楼房，建于民国二十八年（1939年），由上海溥益纱厂总经理徐静仁投资。占地面积626 平方米，琉璃瓦顶，大红立柱。室外回廊正对人字瀑，观赏瀑布，周围群峰翠竹，风景如画。1979年7月，邓小平曾在此居住，发表关于改革开放的重要谈话。